# عبد العزيز يعقوبو
عبد العزيز يعقوبو (مواليد 10 نوفمبر 1998) هو لاعب كرة قدم غاني يلعب في مركز المهاجم في نادي ريو أفي.

## روابط خارجية
- عبد العزيز يعقوبو على موقع رابطة كرة القدم اليابانية للمحترفين (اليابانية)
- عبد العزيز يعقوبو على موقع قاعدة بيانات كرة القدم.إي يو (الإنجليزية)
- عبد العزيز يعقوبو على موقع Soccerway.com (الإنجليزية)
- عبد العزيز يعقوبو على موقع عالم كرة القدم.نت (الإنجليزية)